# 晴嵐攻擊機
晴嵐為日本帝國海軍於二次世界大戰末期開發之水上攻擊機（海軍內部分類歸類於特殊攻擊機），也是世界上目前唯一一種以潛水艇作為母艦的攻擊機。晴嵐由愛知飛機製造公司於昭和18年11月（1943年）完成原型機，型號定名為M6A1，此機型衍生之各類機種總計生產26台。

## 簡介
由於晴嵐在研發階段是高度保密的機種，因此在研發時是以「十七試特殊攻擊機」的代號進行研發，不明確寫出是陸用飛機還是海用飛機的測試計劃在當時的日本海軍中可說是絕無僅有，代表日本海軍對這台機體的高度重視。
昭和18年（1943年）原本十七試攻擊機的代號正式加上了海軍機這項規格，並命名為「試製南山」；不過因為南山發音接近「難產」因此隨後被更名為「試製晴嵐」。
晴嵐原先設計為可供伊四〇〇型潛艦以及伊13型潛艦搭載，預定使用的作戰方式是先讓潛艇逼近進行攻擊的目標，之後讓潛艇浮上組裝機體搭載炸彈或魚雷發動攻擊；攻擊後若情況允許則在潛艦停泊的海面附近降落，並由潛艦上的起重機吊上潛艦，進行機體部件的拆卸、收納，可提供下次任務使用。若是任務需求，可在潛艦彈射起飛後將浮筒拋棄，增加機體的性能(速度、靈活性等等)，但如此一來出擊的機體也必須拋棄。
一艘伊400型潛艦可以容納3台晴嵐。為了能讓晴嵐收納進伊四〇〇型潛艦的機庫內，晴嵐就可以將主翼旋轉90度後再向後翻摺，這種設計是參考美軍艦載機F4F戰鬥機跟TBF復仇者式轟炸機，在這之前日本並無艦載機可採用這樣大幅翻摺的設計。垂直跟尾翼水平尾翼也能往下摺疊以節省空間，浮筒則另外收藏在機庫兩側下方的專用艙間，這艙間配有專用滑軌連結前甲板可迅速運至甲板上組裝。準備出擊時，從飛機注入各種加溫的油料（伊400機庫內裝備可加熱的油料槽和加油系統）到機翼展開取出浮桶安裝完成並啟動晴嵐的時間可以在三分鐘內完成，而伊400完成晴嵐的出擊手續大約要花20分鐘的作業時間。
除了實戰用的晴嵐以外，另外有設計一款教練機型，差別在於將浮桶修改為普通機輪，這種教練機型被稱為「南山」（M6A1-K）。
由於晴嵐正式成為足夠戰力時整體戰局對日本十分不利，因此原先對巴拿馬運河的攻擊的目標沒辦法實現；而第一次出擊也是最後一次的出擊是1945年8月對烏利西環礁的美軍艦隊進行攻擊，原先預定在8月17日發動攻擊，但是在航行途中戰爭結束，因此晴嵐並沒有參予過任何一場實戰，不過搭載晴嵐的伊400及伊401在前往夏威夷投降前已將艦上的晴嵐投海。
戰後，美國要求日本提供其戰鬥機種交給美方研究，晴嵐也在清單之列；日本完成放置在愛知縣工廠內的晴嵐28號機後移交給美國，美方測試完畢後將晴嵐長時間閒置，到1980年代時機況已屬半廢棄狀態，1989年時美國開始將這台晴嵐重建，於2000年4月維修完成，目前此台戰機安置在美國華盛頓國家航空太空博物館。
晴嵐的原型機、量產機、教練機的產量總共28架。

## 生產構型

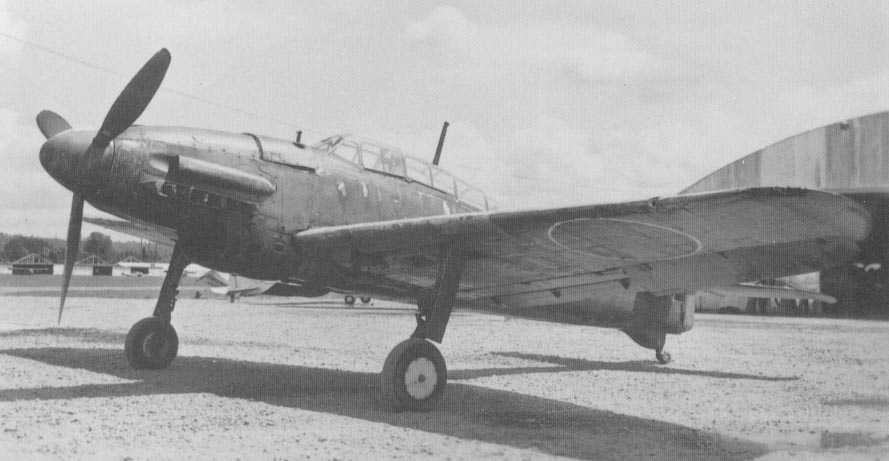
南山教練機

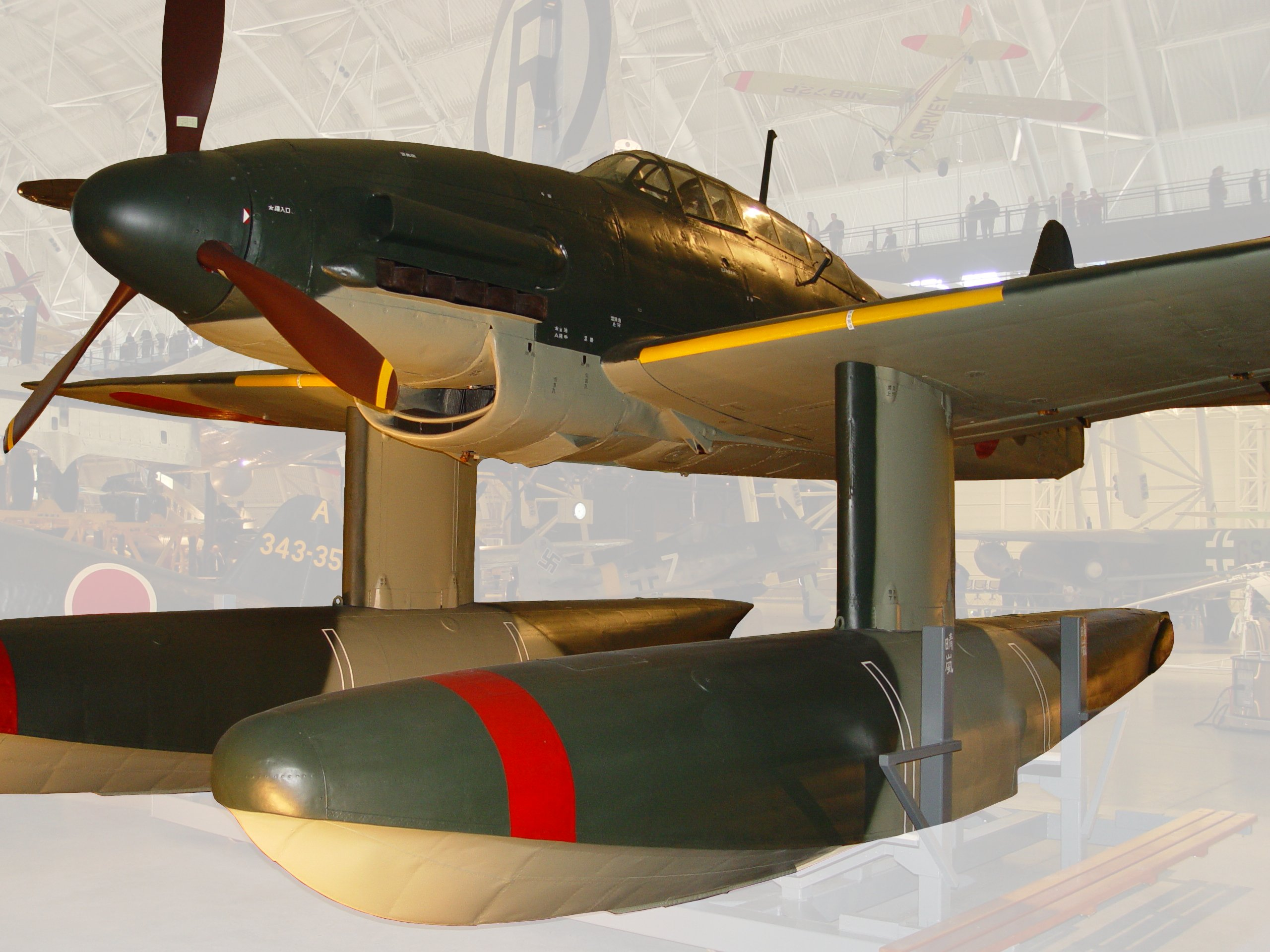
現存的晴嵐攻擊機，美國華盛頓國家航空太空博物館

M6A1（原型機）
安裝熱田30以及熱田31型液冷引擎的原型機，生產8架。
M6A1 晴嵐
正式量產型，共生產18架。
M6A1-K 南山
晴嵐教練機型，將浮桶改裝為機輪，因此本機僅能在陸上使用，生產2架。
M6A2
將引擎改裝為三菱MK8P金星62型空冷式引擎（出力1560匹馬力），另外安裝了三葉金屬恆速螺旋槳，生產1架。

## 外部連結
- 愛知．特殊攻擊機‘晴嵐’28號機復元記錄